# واسیلی روچف (اسکی‌باز، زاده ۱۹۵۱)
واسیلی روچف (روسی: Васи́лий Па́влович Рочев؛ زادهٔ ۲۲ دسامبر ۱۹۵۱) اسکی‌باز صحرانوردی اهل اتحاد جماهیر شوروی سوسیالیستی بود.